# 4 Dywizja Strzelców Polskich (WP na Wschodzie)
4 Dywizja Strzelców Polskich (4 DSP) – wielka jednostka piechoty Armii Polskiej we Francji, zorganizowana i działająca, od jesieni 1918 r. do lipca 1919 r., na obszarze południowej Rosji i Besarabii.

## Geneza
4 Dywizja Strzelców Polskich wywodziła się głównie spośród żołnierzy II Korpusu Polskiego na Wschodzie, działającego na Ukrainie. Po jego likwidacji po bitwie pod Kaniowem, polskie dowództwo nawiązało kontakt z gen. Michaiłem Aleksiejewem, który dowodził rosyjską Armią Ochotniczą walczącą przeciwko bolszewikom na północnym Kaukazie. 24 sierpnia 1918 zgodził się na utworzenie u boku Armii Ochotniczej Oddziału Polskiego pod dowództwem płk. Franciszka Zielińskiego, dowodzącego wcześniej 4 Dywizją Strzelców w składzie II Korpusu. Początkowo Oddział Polski składał się z batalionu strzelców pod dowództwem mjr. Stefana Wyspiańskiego, dywizjonu ułanów dowodzonego przez mjr. Konstantego Plisowskiego i plutonu artylerii polowej. W końcu września 1918 liczył już ok. 700 ludzi. W tym czasie sformowano dywizjon artylerii. 3 października z batalionu strzelców wyodrębniono kompanię strzelców i kompanię oficerską, a z dyonu jazdy pluton ułanów. Oddziały te, pod ogólnym dowództwem płk. Stanisława Małachowskiego, skierowano na front na pomoc oddziałowi „białych” dowodzonemu przez gen. Stankiewicza, byłego dowódcę II Korpusu. Na początku listopada przeciwko bolszewikom wyruszył tym razem drugi oddział pod dowództwem mjr. S. Wyspiańskiego złożony z 2 kompanii strzelców, 2 kompanii oficerskiej i plutonu ułanów. Polacy osłaniali lewe skrzydło Armii Ochotniczej, ratując ją od klęski. W wyniku walk zdobyto dużo sprzętu wojskowego i uzbrojenia, które pozwoliły dobrze wyposażyć cały Oddział Polski.

## Działalność 4 Dywizji Strzelców Polskich

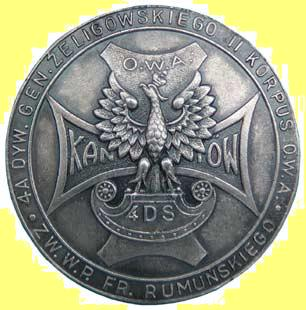

Pod koniec października 1918 Dowództwo Wojsk Polskich na Wschodzie objął gen. Lucjan Żeligowski, zastępując gen. Józefa Hallera. Podlegały mu nominalnie wszystkie polskie formacje istniejące na północy Rosji, na Syberii i na Kubaniu. W tym samym czasie nowym dowódcą rosyjskiej Armii Ochotniczej, po śmierci gen. Michaiła Aleksiejewa, został gen. Anton Denikin. Doszło do zawarcia umowy między gen. L. Żeligowskim i gen. A. Denikinem, na podstawie której przystąpiono od jesieni 1918  do tworzenia nowej polskiej formacji pod nazwą 4 Dywizja Strzelców Polskich. Organizacyjnie wchodziła ona w skład Armii Polskiej we Francji (tzw. Błękitnej Armii), stąd wynikała jej numeracja. 4 Dywizja Strzelców Polskich była politycznie niezależna od Armii Ochotniczej. Składać się miała z brygady piechoty, dywizjonu ułanów, dywizjonu artylerii, samodzielnej kompanii inżynieryjnej, oddziału lotniczego i szpitala polowego. Na jej czele stanął płk Zieliński. W końcu stycznia 1919 stan osobowy jednostki wynosił ok. 2800 żołnierzy i oficerów oraz posiadała ona do dyspozycji 827 koni. We wszystkich pododdziałach nie było jednakże pełnej obsady etatów, chociaż siły formacji systematycznie rosły. Trzon dywizji stanowili żołnierze b. Oddziału Polskiego, a rekrutowała się ona także spośród żołnierzy I Korpusu Polskiego i miejscowych Polaków.
Tymczasem wobec coraz większego zagrożenia Polski przez spodziewaną ofensywę bolszewików, marszałek Józef Piłsudski interweniował u marszałka Ferdinanda Focha w celu sprowadzenia 4 Dywizji Strzelców Polskich do kraju. W rezultacie gen. A. Denikin otrzymał rozkaz wysłania całej formacji do Odessy i do stycznia 1919 przetransportowano tam wszystkich polskich żołnierzy. Po przybyciu do Odessy gen. L. Żeligowski rozwiązał Dowództwo Wojsk Polskich na Wschodzie i Samodzielną Brygadę Strzelców Polskich, a na ich miejsce utworzył dowództwo 4 Dywizji Strzelców Polskich, na czele której sam stanął. Doszło wówczas do poważnych zmian organizacyjnych. Sformowano trzy pułki piechoty: 2 pp (dla zachowania ciągłości i tradycji związanej z II Brygadą Legionów Polskich), 13 i 14 pp.
13 grudnia 1918 oddziały ukraińskie Symona Petlury zdobyły Odessę, w związku z czym 4 Dywizja Strzelców Polskich została zepchnięta do portu, gdzie broniła się do czasu przybycia 18 grudnia desantu francusko-greckiego, weszła wtedy w skład francuskiego korpusu interwencyjnego dowodzonego przez gen. d'Anselme'a. W wyniku wspólnej akcji miasto zostało w ciągu kilku dni odzyskane.
List Józefa Piłsudskiego do gen. Żeligowskiego z 2 stycznia 1919 (pisownia oryginalna):
„Do Generała Żeligowskiego w Odesie.
Panie Generale! Przesyłam Panu Generałowi i wszystkim żołnierzom, walczącym pod Jego rozkazami, serdeczne pozdrowienia w imieniu armii polskiej. Dziękuję Wam za trudy wytworzenia polskiej siły zbrojnej, jakie podjęliście w mozole i wysiłku. Wierzę, że oficerowie i żołnierze dywizji Pana Generała będą dalej nieśli wysoko sztandar polski, i po walkach, jakie im przypadną w udziale, staną w szeregach czekającej ich niecierpliwie armii polskiej, przysporzywszy nowych wawrzynów starej sławie oręża polskiego.
Józef Piłsudski”
Na początku lutego 1919 Polacy ponownie wzięli udział w walkach. Wydzielony oddział kombinowany z dywizji walczył wspólnie z oddziałami francuskimi i greckimi z  bolszewikami pod Tyraspolem. Miały one duże znaczenie polityczne, gdyż w tym czasie na forum paryskiej konferencji pokojowej rozstrzygała się sprawa polskich granic. W marcu dywizję przeorganizowano według wzorów francuskich. Składała się ona odtąd z 13, 14, 15 pułku strzelców (dawny 2 pp przemianowano na 15 pułk) oraz Legii Rycerskiej i oddziałów pomocniczych. Jej liczebność wynosiła 717 oficerów, 472 podoficerów, 1758 szeregowych i 617 koni. Ze względu na zbyt małą liczbę piechoty utworzono też szkoleniowy pułk marszowy. Ponadto rozpoczęto formowanie drugiego pułku jazdy, który został nazwany 6 pułkiem ułanów.
Gdy wojska bolszewickie pod koniec marca przeszły do ofensywy, atakując Odessę, a Francuzi i Grecy zostali ewakuowani, gen. L. Żeligowski skorzystał z praw alianckich przysługujących jego wojsku i podpisał umowę z wojskami „białych”, na mocy której przeszedł w kwietniu przez Dniestr do Rumunii. Po wejściu do Besarabii dywizja otrzymała zadanie obrony odcinka Dniestru, z którego wywiązała się pomyślnie. W dniu 23 maja 1919 została zluzowana przez dywizję grecką, a 26 maja 1919 roku skierowana do Polski.
Na początku czerwca 1919 4 Dywizja Strzelców Polskich skoncentrowała się w rejonie Czerniowiec, skąd następnie przeszła w okolice Stanisławowa, gdzie skoncentrowała się 17 czerwca 1919. Pod koniec czerwca otrzymała rozkaz wzięcia udziału w polskiej kontrofensywie przeciwko wojskom Zachodnioukraińskiej Republiki Ludowej. Dywizja walczyła do 17 lipca 1919, osiągając ostatecznie wespół z innymi polskimi formacjami linię rzeki Zbrucz. Była to jedyna wielka jednostka wojskowa, która zdołała wydostać się z Rosji w szyku bojowym i z bronią.
19 lipca dywizję przeformowano i włączono w skład odrodzonego Wojska Polskiego jako 10 Dywizję Piechoty.
Poszczególne pułki dywizji, tj. 13, 14 i 15 otrzymały odpowiednie numery: 28, 29 i 31 p. strzelców Kaniowskich. Ze składu dywizji na początku sierpnia wyłączono 1 puł i 6 puł. Zasiliły one szeregi tworzonej właśnie 3 Brygady Jazdy. 1 puł otrzymał nazwę 14 pułku Ułanów Jazłowieckich, a 6 puł został połączony z 6 puł sformowanym w Małopolsce i otrzymał nazwę 6 pułku Ułanów Kaniowskich.

## Struktura organizacyjna
- dowództwo
- 2 (15) pułk strzelców polskich[a]
- 13 pułk strzelców polskich
- 14 pułk strzelców polskich
- samodzielna kompania inżynieryjna
- oddział awiacyjny
- kawaleria dywizyjna (w sztabie Armii polskiej we Francji określano ją jako I dywizjon 2 pułku szwoleżerów[2])

dowódca – rtm. Roman Węglowski (do sierpnia 1919), następnie por. Kazimierz Łada-Moczarski (do 18 października 1920)

## Obsada personalna
Dowódcy dywizji
- gen. ppor. Władysław Glass (1918)
- płk Franciszek Zieliński (1918)
- gen. ppor. Lucjan Żeligowski (1918-1919)

„Skład osobisty sztabu 4-ej Dyw.” z 27 stycznia 1919
- dowódca dywizji – gen. ppor. Lucjan Żeligowski
- adiutant – ppor. Witold Wielogłowski
- szef sztabu – ppłk Leon Bobicki
- adiutant – por. jazdy Janusz Korczyński
- oficer do zleceń – ppor. Mieczysław Birnbaum
- I oficer sztabu – ppłk SG Wiktor Thommée
- szef wydziału ogólnego – mjr jazdy Witold Walicki
- szef wydziału wywiadowczego – kpt. Jan Kowalewski
- pomocnik szefa wydziału – ppor. Tadeusz Mincer
- szef wydziału operacyjnego – mjr SG Radosław Dzierżykraj-Stokalski
- pomocnik szefa wydziału – chor. Kazimierz Chmielewski
- szef łączności – ppor. Edmund Iwaszkiewicz
- komendant – mjr Roman Jachimowicz
- pomocnik – ppor. Władysław Słoka
- kapelan – ks. Oskierko

Urzędy
- szef Urzędu Artylerii – kpt. Artur Perłowski
- oficer do zleceń – por. Mieczysław Gliński
- inżynier dywizji i dowódca kompanii – ppor. Henryk Bagiński
- zarządzający majątkiem inżynieryjnym – inż. Eustachy Karol Wasilewski
- szef sanitarny – ppłk lek. Otton Samójłowicz-Salamonowicz
- lekarz weterynaryjny – mjr lek. wet. Stanisław Górski

Zaopatrzenie
- szef wydziału zaopatrzenia – ppłk Julian Koźmiński
- intendent dywizji – mjr Józef Maryański
- oficer do zleceń – por. jazdy Kazimierz Jan Laskowiecki
- referent działu pieniężnego – urzędnik Jan Brzezański
- pomocnik referenta działu pieniężnego – urzędnik Feliks Bernałowicz
- referent żywnościowy – urzędnik Franciszek Kowalewski
- pomocnik referenta żywnościowego – urzędnik Piotr Strzystewski
- buchalter – Stefan Linde
- skarbnik – kpt. rach. Bolesław Konarski
- referent rzeczowy – urzędnik Bolesław Bernat

Kontrola
- kontroler – płk Stanisław Józef Lisowski
- referent kontroli – urzędnik Stanisław Horski
- dowódca kompanii sztabowej – kpt. Jan Chodźko-Zajko

Sąd
- generał audytor – gen. por. Piotr Koreywo
- naczelnik kancelarii – ppor. Tadeusz Makowsski
- prezes sądu dywizji – płk Edward Hejdukiewicz
- sekretarz – urzędnik Antoni Łukaszewicz
- prokurator – urzędnik Michał Bruszewski
- podprokurator – rtm. Stanisław Wadowski
- sędzia śledczy – kpt. Marian Czerniewski
- sędzia śledczy – por. jazdy Henryk Baczyński
- sędzia śledczy – chor. Jerzy Pill
- sędzia śledczy – chor. Leopold Broniewicz
- sędzia śledczy – urzędnik Władysław Koreywo
- sędzia śledczy – urzędnik Władysław Terlecki

inni
- zastępca szefa sztabu – ppłk SG Włodzimierz Wołkowicki (24 II – 15 VII 1919)
- dowódca szkoły oficerskiej – płk Paweł Szymczuk
- dowódca Legii Rycerskiej – płk Włodzimierz Szklennik
- pomocnik – ppłk Mikołaj Koiszewski
- komendant placu – płk Stanisław Kaliszek